# Miami Challenger 2008
Il Miami Challenger 2008 è stato un torneo di tennis facente parte della categoria ATP Challenger Series nell'ambito dell'ATP Challenger Series 2008. Il torneo si è giocato a Miami negli Stati Uniti dal 14 al 20 gennaio 2008 su campi in terra verde.

## Vincitori

### Singolare
Éric Prodon ha battuto in finale  Adrián Menéndez Maceiras con il punteggio di 6–4, 6–4.

### Doppio
Ilija Bozoljac /  Dušan Vemić hanno battuto in finale  Jean-Julien Rojer /  Marcio Torres con il punteggio di 7–5, 6–4.